# Pité
Pité, pseudonimo di Luís Pedro de Freitas Pinto Trabulo (Esgueira, 22 agosto 1994), è un calciatore portoghese, centrocampista della Torreense.

## Carriera

### Club
Esordisce in seconda serie portoghese con il Beira-Mar nel 2013-2014. Si trasferisce quindi nella seconda squadra del Porto nella stagione 2014.

### Nazionale
Partecipa ai Giochi olimpici 2016 in Brasile giocando 3 partite e segnando un gol.